# Foho Mataribig
Der Foho Mataribig (kurz Mataribig) ist eine Erhebung in der osttimoresischen Gemeinde Bobonaro. Sie liegt im Nordosten des Sucos Leolima (Verwaltungsamt Balibo) und hat eine Höhe von 285 m. Südöstlich befindet sich der Samono (707 m), südwestlich der Foho  Manuak (192 m) und nördlich der Foho Mataulaun (97 m).